# فرات بن حيان
فرات بن حيان الربعي البكري ثم العجلي دليلٌ هادٍ للطرق، صحابي، كوفي، مِن وجوه أهل العراق، هاجر إلى النبي صلى الله وعليه وسلم، وكان حليف بني سهم.
وهو أحد الأربعة الذين أسلموا من ربيعة، وقد تقدم ذكرهم، وكان هادياً في الطريق؛ بعث رسول الله سرية مع زيد بن حارثة ليعترضوا عيراً لقريش، وكان دليل قريش فرات بن حيان، وأسروا فراتاُ فأتي به رسولَ الله صلى الله عليه وسلم أسيراً فقال أسلمتُ لرب العالمين فأطلقه ولم يقتله فلم يزل يغزو مع رسول الله صلى الله عليه وسلم إلى أن قُبض فتحول فنزل الكوفة وابتنى بها داراً في بني عجل وعقبُه بها.
ولما أسلم حسن إسلامه، وفقه في الدين، وكرن على النبي حتى إنه أقطعه أرضاً باليمامة تغل أربعة آلاف، وسيره النبي إلى ثمامة بن اثال في قتل مسيلمة وقتاله.
قال الطبري في تاريخه "ومع بشير يومئذٍ وجوه أهل العراق، ومع سعد وفود أهل العراق الذين كانوا قدموا على عمر، منهم فرات ابن حيان العجلي وعتيبة، فردّهُم مع سعد". وقال الرازي في كتابه الجرح والتعديل إن فراتاً العجلي "هاجر إلى النبي صلى الله عليه وسلم، كوفيّ، روى عنه حارثة بن مضرب".

## روايته للحديث
هو مُقلّ للرواية.
روى فرات بن حيان أن النبي قال عن حنظلة بن الربيع التميمي: بمثل هذا فائتموا.
أنبأنا أبو أحمد عبد الوهّاب بن علي بإسناده إلى أبي داود السجستاني: حدثنا محمد بن بشار، حدثني محمد بن محبب أبو همام الدلال، حدثنا سفيان بن سعيد، عن أبي اسحاق، عن حارثة بن مضرب، عن فرات بن حيان أن النبي قال: «إن منكم رجالاً نكلهم إلى إيمانهم، منهم: فرات بن حيان..» وفي الحديث قصة.
أخرجه الثلاثة.
محبب: بفتح الحاء المهملة، وتشديد الباء الموحدة وفتحها، وآخره باء ثانية
ورد في أسد الغابة

## نسبه
فرات بن حيان بن ثعلبة بن عبد العزى بن حبيب بن حية بن ربيعة بن صعب بن عجل بن لجيم الربعي اليشكري ثم العجلي حليف بني سهم ووقع في ساق نسبه عند أبي عمر سعد بدل صعب وهو وهم قال البخاري وتبعه أبو حاتم كان هاجر إلى النبي صلى الله عليه وعلى آله وسلم زاد أبو حاتم أنه كوفي وقال البغوي سكن الكوفة وابتنى بها دارًا وله عقب بالكوفة واقطعه أرضا بالبحرين وقال بن السكن له صحبة وذكره بن سعد في طبقة أهل الخندق وقال نزل الكوفة روى عن النبي أنه قال إن منكم رجالًا نكلهم إلى إيمانهم منهم فرات بن حيان أخرجه أبو داود والبخاري في التاريخ وفيه قصة وروى عنه حارثة بن مضرب وقيس بن زهير والحسن البصري وكان عينا لأبي سفيان في حروبه ثم أسلم فحسن إسلامه وقال المرزباني كان ممن هجا رسول الله ثم مدحه فقبل مدحه وقال بن حبان كان من أهدى الناس بالطريق وأسند بن السكن من طريق صدقة بن أبي عمران عن أبي إسحاق عن عدي بن حاتم أن فرات بن حيان أسلم وفقه في الدين واقطعه النبي أرضا باليمامة تغل أربعة آلاف ومائتين وذكر سيف في الفتوح من طريق أحمد بن فرات بن حيان قال خرج أبو هريرة وقرأت بن حيان والرجال بن عنفوة من عند النبي فقال: لضرس أحدهم في النار أعظم من أحد وأن معه لقفا غادر قال فبلغنا ذلك فما آمنا حتى صنع الرجال ما صنع ثم قتل فخز أبو هريرة وفرات بن حيان ساجدين شكرا لله عز وجل قلت وكان الرجال ارتد وافتتن بمسيلمة وقتل معه كافرًا وقال أبو العباس بن عقدة الحافظ حدثنا محمد بن عبد الله بن عتبة حدثنا موسى بن زياد حدثنا عبد الرحمن بن سليمان الأشهل عن زكريا بن أبي زائدة عن أبي إسحاق عن حارثة بن مضرب عن علي أتى النبي بفرات بن حيان يوم الخندق وكان عينا للمشركين فأمر بقتله فقال اني مسلم فقال إن منكم من أتألفهم على الإسلام وآكله إلى إيمانه منهم فرات بن حيان ومضى له ذكر في ترجمة أويس القربي وله ذكر في ترجمة حنظلة بن الربيع. ورد في الإصابة في تمييز الصحابة.